# 出目昌伸
出目 昌伸（でめ まさのぶ、1932年10月2日 - 2016年3月13日）は、日本の映画監督。滋賀県八日市市（現:東近江市）出身。滋賀県立八日市高等学校、早稲田大学文学部卒業。

## 人物・来歴
1957年に東宝入社。黒澤明、松林宗恵、堀川弘通、古澤憲吾らの助監督を務め、1968年、内藤洋子主演の『年ごろ』で監督に昇進。その後、『俺たちの荒野』『その人は女教師』など、それまでの東宝青春映画とは一線を画す作品を監督する。
東宝退社後の1980年代中盤からは、東映で吉永小百合主演による『天国の駅』『玄海つれづれ節』、織田裕二、仲村トオル、風間トオルら若手スターによる反戦映画『きけ、わだつみの声』、岩下志麻と吉永小百合の2大女優初競演が話題となった『霧の子午線』など、大作映画を次々と手がける。2006年、『バルトの楽園』で10年ぶりにメガホンをとり、健在振りをアピールした。
2016年3月13日、膵臓癌のため死去。83歳没。

## 映画作品

### 監督
- 1968年 年ごろ
- 1969年 俺たちの荒野
- 1970年 その人は女教師
- 1971年 誰のために愛するか
- 1972年 その人は炎のように
- 1973年 卒業旅行 Little Adventurer
- 1973年 忍ぶ糸 第一部 古都のめぐり逢い 第二部 春の旅立ち
- 1974年 神田川
- 1974年 沖田総司
- 1976年 パリの哀愁
- 1976年 星と嵐
- 1984年 天国の駅 HEAVEN STATION
- 1986年 玄海つれづれ節
- 1986年 白い野望
- 1988年 ガラスの中の少女
- 1995年 きけ、わだつみの声 Last Friends 第19回日本アカデミー賞 優秀監督賞
- 1996年 霧の子午線
- 2006年 バルトの楽園

## テレビ作品

### 監督
- 1970年 めぐり逢い
- 1972年 木枯らし紋次郎
- 1975年 俺たちの勲章
- 1975年 俺たちの旅
- 1976年 いろはの"い"
- 1977年 横溝正史シリーズ『三つ首塔』
- 1983年 人間が好きドラマシリーズ5 「魔笛」 浅丘ルリ子主演
- 1983年 人間が好きドラマシリーズ7 「幸せの夢は」 長山藍子主演
- 1991年 和宮様御留
- 1996年 刑事追う!
- 土曜ワイド劇場
  - 牟田刑事官事件ファイルシリーズ
  - 女弁護士 朝吹里矢子シリーズ
  - 松本清張作家活動40年記念・霧の旗　ほか
- 火曜サスペンス劇場
  - 松本清張の指
  - 朝比奈周平ミステリーシリーズ
  - わが町シリーズ　ほか
- 金曜エンタテイメント
  - 収容所（ラーゲリ）から来た遺書
- 水曜ミステリー9
  - 篝警部補の事件簿シリーズ